# 弗雷努瓦 (孚日省)
弗雷努瓦（法語：Frénois，法語發音：[fʁenwa] ⓘ）是法国大東部大區孚日省的一个市镇，属于埃皮纳勒区。

## 地理
弗雷努瓦（48°11'19"N, 6°7'20"E）面积4.94 平方千米，位于法国大東部大區孚日省，该省份为法国东北部内陆省份，北起默兹省和默尔特-摩泽尔省，西接上马恩省，南至上索恩省和贝尔福地区省，东临上莱茵省和下莱茵省。
与弗雷努瓦接壤的市镇（或旧市镇、城区）包括：莱热维尔和邦费、蓬莱邦费、瓦尔弗鲁瓦库尔、莱瓦卢瓦、班维尔欧索勒。

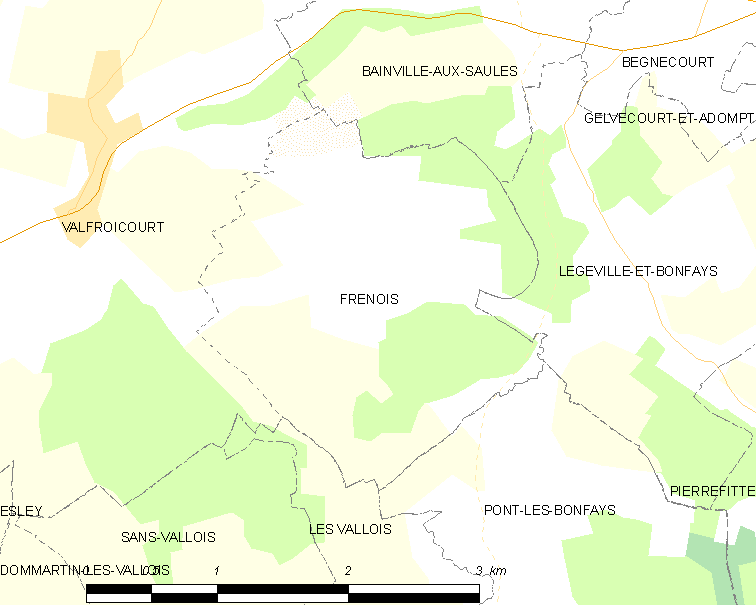
的OSM定位图

弗雷努瓦的时区为UTC+01:00、UTC+02:00（夏令时）。

## 行政
弗雷努瓦的邮政编码为88270，INSEE市镇编码为88187。

## 政治
弗雷努瓦所属的省级选区为达尔内县。

## 人口

1962-2008年间人口变化图示

弗雷努瓦于2022年1月1日时的人口数量为49人。